# 松島出入口

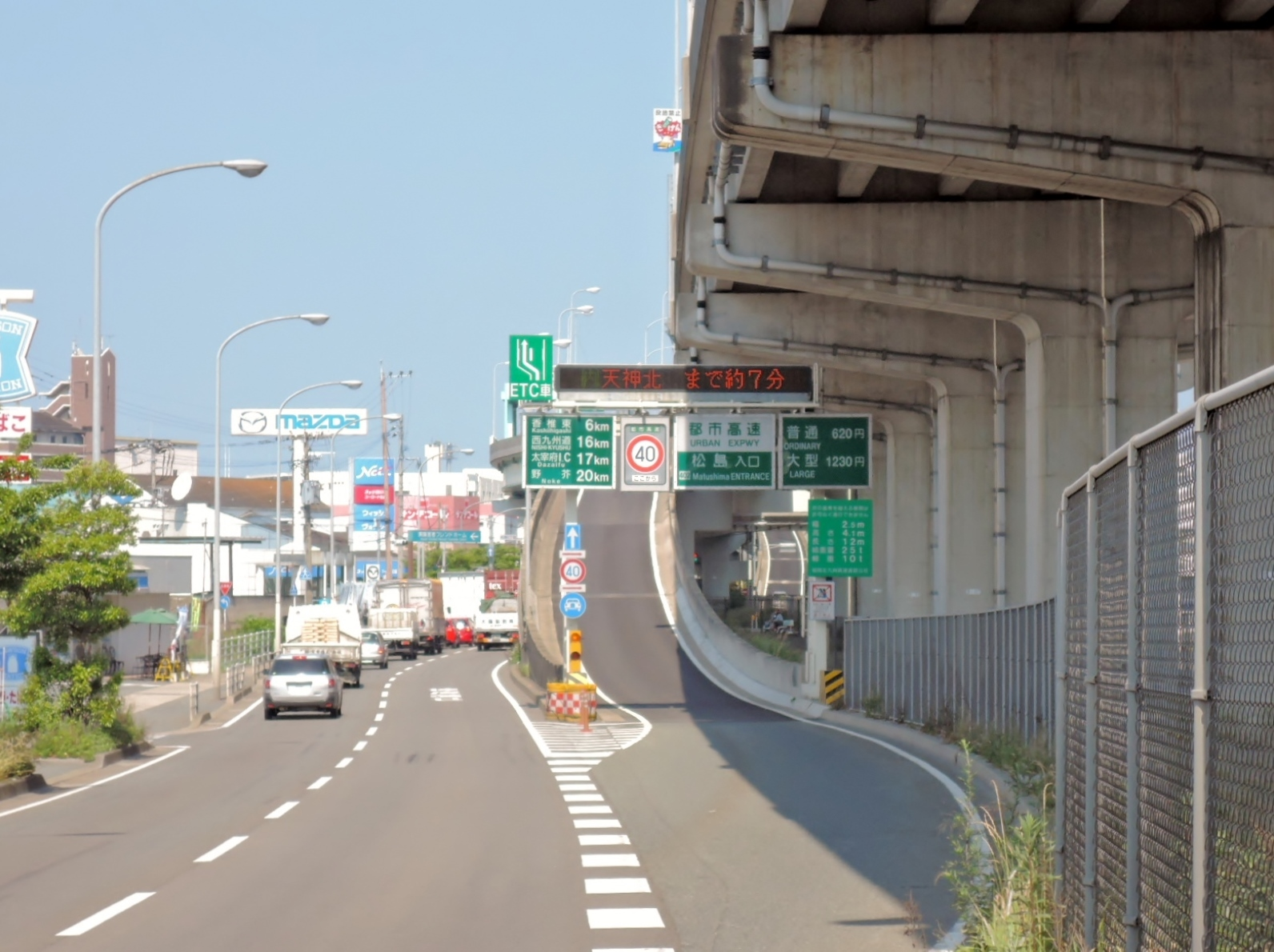
福岡高速道路４号粕屋線松島入口、粕屋方面から貝塚方面に向かって撮影

松島出入口（まつしまでいりぐち）は福岡県福岡市東区松島にある福岡高速道路4号粕屋線の出入口である。

## 周辺
- 国道3号博多バイパス
- 国道201号
- 東部水処理センター

## 料金所

### 天神北・香椎方面
- ブース数：2
  - ETC専用：1
  - 一般：1

## 注意点
福岡IC方面（東行き）へは行けない。

## 隣
福岡高速4号粕屋線
(401)貝塚出入口 - (402)松島出入口 - (403)多の津出入口